# 施萊尼茨山 (舍貝爾山脈)
46°53′44″N 12°44′55″E / 46.89556°N 12.74861°E

施萊尼茨山（德語：Schleinitz），是奧地利的山峰，位於該國西部，由蒂羅爾州負責管轄，屬於舍貝爾山脈的一部分，距離阿爾庫瑟羅特峰2.5公里，海拔高度2,904米，人類在1798年8月3日首次登頂。